# 兰州水墨丹霞景区
兰州水墨丹霞景区是中華人民共和國甘肅省蘭州市一個丹霞地貌景區，面积400平方公里，一期核心游览面积20平方公里，共有丝路古途、丝路霞光、九色丹青、翠峰澜天等十个观景平台。2021年5月1日正式對外開放。